# Qūmī
Qūmī (persiska: قومی) är en ort i Iran.   Den ligger i provinsen Khorasan, i den östra delen av landet, 900 km öster om huvudstaden Teheran. Qūmī ligger 768 meter över havet och antalet invånare är 104.
Terrängen runt Qūmī är platt, och sluttar österut. Runt Qūmī är det ganska glesbefolkat, med 30 invånare per kvadratkilometer. Närmaste större samhälle är Tāybād, 5,3 km väster om Qūmī. Omgivningarna runt Qūmī är i huvudsak ett öppet busklandskap.